# Rudolf Rohrer (Verleger, 1805)
Rudolf Rohrer (* 18. Dezember 1805 in Krakau; † 14. September 1839 in Brünn) war ein österreichischer Buchdrucker, Verleger und Botaniker.

## Leben
Rudolf Rohrer war ein Sohn des Krakauer Polizeidirektors Karl M. Rohrer, der später Gubernialrat in Lemberg wurde, und ein Enkel Joseph Georg Traßlers, der 1786 die familieneigene Druckerei gegründet hatte. Er besuchte bis 1820 die Realschule und anschließend zunächst die kommerzielle und danach die technische Abteilung des polytechnischen Instituts in Wien. Daran schloss sich eine kaufmännische Ausbildung in einem Großhandelshaus an. 1828 wurde er Geschäftsführer der von seinem Großvater gegründeten Druckerei und Buchhandlung. Ab 1831 war er Besitzer der Druckerei. Unter Rohrers Ägide wurden der Mehrfarben- und der Prägedruck eingeführt; auch schaffte Rudolf Rohrer die erste Zylinderpresse in Mähren an.
Rohrer verlegte wissenschaftliche und heimatkundliche Publikationen. Ab 1838 war er Herausgeber der Zeitschrift Moravia. Rudolf Rohrer gehörte verschiedenen gelehrten Gesellschaften an. Als Botaniker legte er umfangreiche Sammlungen an. Unter anderem erstieg er am 10. August 1829 aus wissenschaftlichen Gründen den Großglockner. Zusammen mit August K. Mayer brachte er 1835 die Vorarbeiten zu einer Flora des mährischen Gouvernements heraus. Aus der Ehe mit Hedwig Ott (1813–1852), die nach Rohrers Tod die Druckerei unter dem Namen „Rudolf Rohrers sel. Witwe“ weiterführte, ging der Sohn Rudolf Maria hervor, der später das Unternehmen leitete.